# 雷藏寺
雷藏寺是近幾十年新興宗派真佛宗轄下的宗教寺廟名稱，名字由來於創辦人盧勝彥題偈「雷聲震響十法界，藏我如來顯真如」。
真佛宗在全世界有500万—700万皈依眾，300多个分堂，30所雷藏寺。

## 世界主要雷藏寺

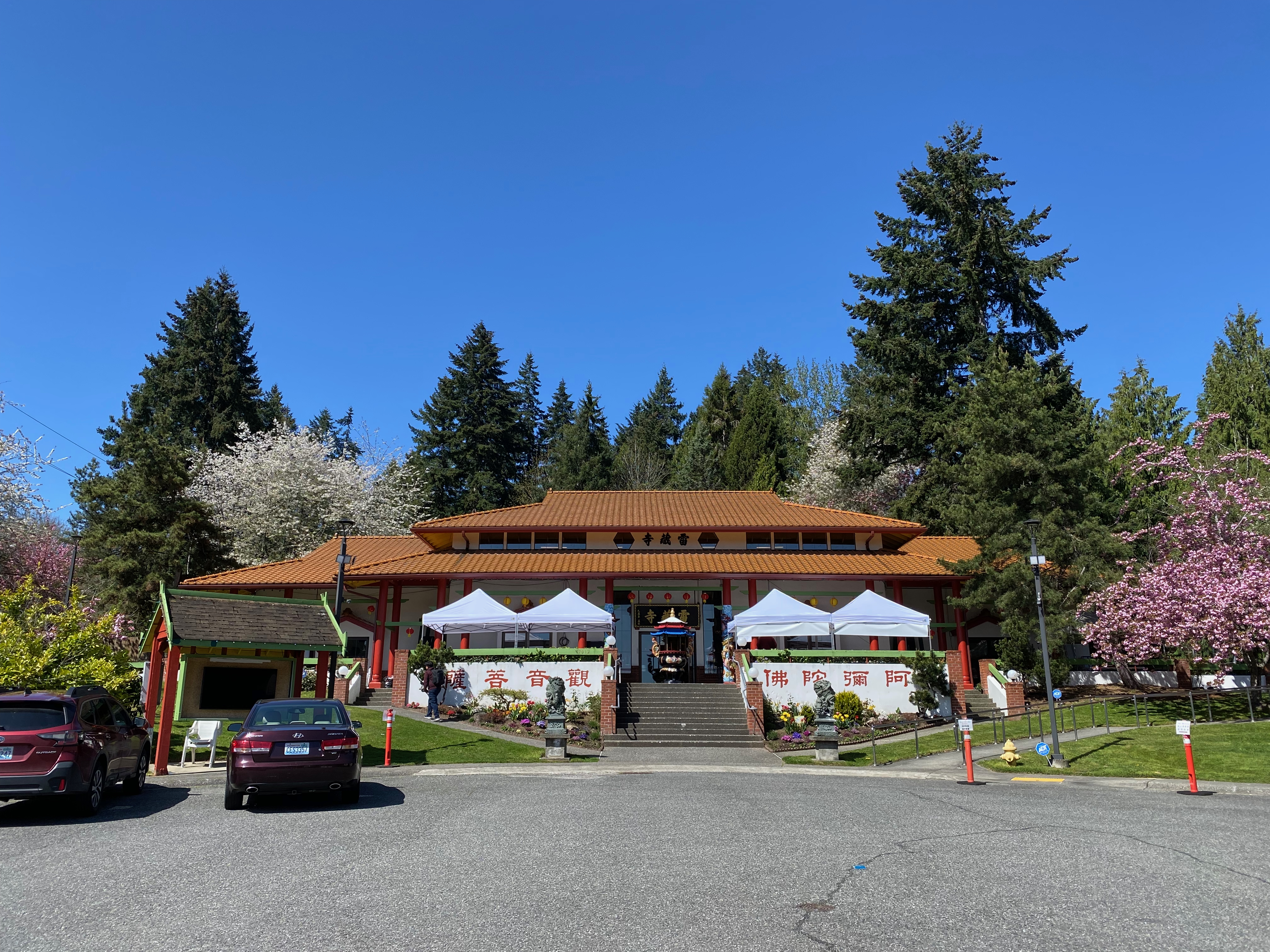
西雅圖雷藏寺

- 美國：西雅圖雷藏寺，於1985年9月14日落成，是真佛宗的第一座雷藏寺，位於美國西雅圖，是真佛宗的全球弘法中心[3]，每年春季祈福大法會、秋季超度大法會。台灣八八水災時，西雅圖雷藏寺曾捐款350萬台幣賑災。[4]
- 美國：彩虹雷藏寺，是真佛宗在美國最大的雷藏寺，位於美國西雅圖，佔地40英畝，是創辦人蓮生活佛盧勝彥駐美期間，每週日主持護摩法會的地點，也是真佛宗的全球閉關中心。[5]
- 臺灣：台灣雷藏寺，於1987年6月13日動土興建，於2007年完工落成，位於南投縣草屯鎮，是真佛宗在臺灣地區的弘法中心；2樓大雄寶殿內的西方三聖像[6]，高32尺，是全臺最高的室內佛像。真佛宗創辦人蓮生活佛盧勝彥駐臺期間，每週六在此主持護摩法會；每年舉行新春祈福法會及中元超度法會[7]。雷藏寺上方的金母殿，也是南投地區單車族爬山登頂的熱門景點。於2013年，獲選為臺灣宗教百景南投縣第6名[8]。
- 日本：住吉雷藏寺，位於日本大阪府，是一座日式風格的寺廟建築，建地約1200坪，每年兩度舉行春天櫻花祭和秋天楓葉祭護摩大法會。[9][10]
- 馬來西亞：般若雷藏寺，位於馬來西亞雪蘭莪州（Selangor），成立於2003年8月3日。般若雷藏寺也是馬來西亞真佛宗密教總會的辦事處，是真佛宗在馬來西亞的弘法中心。[11]

## 外部連結
- 西雅圖雷藏寺 （页面存档备份，存于）
- 台灣雷藏寺
- 彩虹雷藏寺 （页面存档备份，存于）
- 日本住吉山雷藏寺 （页面存档备份，存于）
- 般若雷藏寺 （页面存档备份，存于）